# Paracles lehasi
Paracles lehasi là một loài bướm đêm thuộc phân họ Arctiinae, họ Erebidae.